# Japonská Wikipedie
Japonská Wikipedie je jazyková verze Wikipedie v japonštině. Byla založena v září 2002. V lednu 2022 obsahovala přes 1 307 000 článků a pracovalo pro ni 40 správců. Registrováno bylo přes 1 877 000 uživatelů, z nichž bylo přes 14 800 aktivních. V počtu článků byla 12. největší Wikipedie. Je také druhá největší Wikipedie v jazyce, který nepoužívá latinku (po ruské).

## Historie
První pokusy o založení japonské Wikipedie byly od března 2001, stránky tehdy byly na adrese https://web.archive.org/web/20010405154539/http://nihongo.wikipedia.com/. První články byly psány v latince v přepisu rómadži. Verze v běžné japonštině vznikla k 1. září 2001, téhož měsíce bylo přeloženo uživatelské rozhraní. Až do 31. ledna 2003 byl počet článků i uživatelů jen kolem deseti, tehdy se ale projekt rychle rozrostl, protože se o něj začala zajímat japonská média. Dne 19. ledna 2016 dosáhla 1 milionu článků.

## Charakteristika
Japonská Wikipedie respektuje japonské i americké právo. Snaží se vyhýbat se přímým citacím úryvků textu, dále překladům z jiných Wikipedií (tento fakt musí být výslovně zmíněn ve shrnutí editace). Wikipedie se také snaží neuvádět jména soukromých osob (s výjimkou politiků a osob veřejně činných), snaží se také vyhýbat zprávám o aktuálních událostech. Japonská Wikipedie je silně japanocentrická. Nejoblíbenějším tématem je populární kultura, podle odhadů Jimba Walese se popkultuře věnuje zhruba 80 % článků japonské Wikipedie .
V roce 2012 provedli 96,3 % editací japonské Wikipedie uživatelé z Japonska, 0,6 % z Tchaj-wanu.
V roce 2019 bylo zobrazeno okolo 12,9 miliardy dotazů. Denní průměr byl 35 207 807 a měsíční 1 070 904 115 dotazů. Nejvíce dotazů bylo zobrazeno v srpnu (1 147 364 607), nejméně v únoru (1 000 630 911). Nejvíce dotazů za den přišlo ve čtvrtek 15. srpna (36 978 292), nejméně ve středu 25. prosince (33 969 538).